# Mistrzostwa NRD w piłce nożnej mężczyzn
Mistrzostwa Niemieckiej Republiki Demokratycznej w piłce nożnej (niem. DDR-Fußballmeisterschaft) – rozgrywki piłkarskie, prowadzone cyklicznie – corocznie lub co sezonowo (na przełomie dwóch lat kalendarzowych) – mające na celu wyłonienie najlepszej męskiej drużyny w Niemieckiej Republice Demokratycznej. Zostały rozwiązane latem 1991 roku, po zjednoczeniu Niemiec 3 października 1990 roku.

## Historia
Mistrzostwa Niemieckiej Republiki Demokratycznej w piłce nożnej oficjalne rozgrywane są od 1948 roku. Do 1990 rozgrywki odbywały się w wielopoziomowych ligach: Oberliga NRD, Liga NRD oraz niższych klasach regionalnych Bezirksliga.
Po zakończeniu II wojny światowej we Wschodnich Niemczech zaczęto tworzyć nowe rozgrywki sportowe, które miały zastąpić Gauligi z czasów nazistowskich. W 1948 przeprowadzono pierwsze rozgrywki systemem pucharowym o mistrzostwo Wschodnich Niemiec, zwane Ostzonenmeisterschaft. Mistrz Ostzonen miał wziąć udział w mistrzostwach Niemiec w 1948 roku, grając przeciwko 1. FC Nürnberg w Stuttgarcie, ale drużyna SG Planitz nie mogła podróżować z przyczyn politycznych. Do lata 1949 rozegrana 2.edycja Ostzonenmeisterschaft, a zwycięzcą został Union Halle. Latem 1949 utworzono ligę piłkarską DS-Oberligę (Deutscher Sportausschuss Oberliga), a 7 października 1949 na terenie byłej radzieckiej strefy okupacyjnej powstała Niemiecka Republika Demokratyczna. W inauguracyjnym sezonie 1949/1950 wystąpiło 14 drużyn i 2 z nich miały spaść do drugiej ligi.
Po założeniu wschodnioniemieckiej federacji piłkarskiej – DFV (niem. Deutscher Fußball-Verband) 3 lipca 1950 roku, rozpoczął się proces zorganizowania drugich ligowych Mistrzostw NRD w sezonie 1950/51. W turnieju wystartowało 18 drużyn. W kolejnych sezonach liczba uczestników DDR-Oberligi zmieniała się od 17 drużyn do 19 drużyn, podobnie jak liczba spadających o klasę niżej – od 3 do 4. Od 1954 do 1991 roku w pierwszej lidze NRD występowało 14 klubów, a 2 z nich były degradowane do drugiej ligi.
W 1958 roku liga zmieniła nazwę na Oberligę NRD.
Początkowo Oberliga NRD była rozgrywana systemem jesień-wiosna. Jednak w latach 1956-1960 zmieniono tok rozgrywek na system wiosna-jesień, podobny do tego ze Związku Radzieckiego. Dlatego też w 1955 roku rozegrano jednorundowy sezon, w którym nie wyłoniono mistrza kraju. Z kolei sezon 1961/1962 był sezonem trzyrundowym – trzecią rundę meczów rozgrywano na stadionach neutralnych.
Po zjednoczeniu Niemiec jesienią 1990 roku rozegrano jeszcze jeden sezon Oberligi – sezon 1990/1991 pod nazwą NOFV-Oberliga (niem. Nordostdeutsche Fußballverband Oberliga). Struktura ligowa NRD została po sezonie połączona ze strukturą z RFN, a dwa najlepsze zespoły NOFV-Oberligi, Hansę Rostock i Dynamo Drezno włączono do Bundesligi.

## Mistrzowie i pozostali medaliści
| Sezon                 | K | K | T  | Mistrz                    | Wicemistrz                      | III miejsce                     | Br. | Król strzelców                                                  | Uwagi                                           |
| Ostzonenmeisterschaft |   |   |    |                           |                                 |                                 |     |                                                                 |                                                 |
| 1948                  |   |   | 1  | SG Planitz                | SG Freiimfelde Halle            |                                 | ?   | ?                                                               | 10 klubów play-off, po eliminacjach w 5 grupach |
| 1949                  |   |   | 1  | ZSG Union Halle           | SG Fortuna Erfurt               |                                 | 6   | Fritz Schmidt (Fortuna Erfurt)                                  | 10 klubów play-off, po eliminacjach w 5 grupach |
| Oberliga NRD          |   |   |    |                           |                                 |                                 |     |                                                                 |                                                 |
| 1949/1950             |   |   | 2  | ZSG Horch Zwickau         | SG Dresden-Friedrichstadt       | BSG Waggonbau Dessau            | 23  | Heinz Satrapa (Horch Zwickau)                                   | 14 klubów                                       |
| 1950/1951             |   |   | 1  | BSG Chemie Lipsk          | BSG Turbine Erfurt              | BSG Motor Zwickau               | 37  | Johannes Schöne (Rotation Babelsberg)                           | 18 klubów                                       |
| 1951/1952             |   |   | 2  | BSG Turbine Halle         | SG Volkspolizei Drezno          | BSG Chemie Lipsk                | 27  | Rudolf Krause (Chemie Lipsk)                                    | 19 klubów                                       |
| 1952/1953             |   |   | 1  | SG Dynamo Drezno          | Wismut Aue                      | BSG Motor Zwickau               | 26  | Harry Arlt (Rotation Drezno)                                    | 17 klubów                                       |
| 1953/1954             |   |   | 1  | BSG Turbine Erfurt        | BSG Chemie Lipsk                | SG Dynamo Drezno                | 21  | Heinz Satrapa (Wismut Aue), Siegfried Vollrath (Turbine Erfurt) | 15 klubów                                       |
| 1954/1955             |   |   | 2  | BSG Turbine Erfurt        | SC Wismut Karl-Marx-Stadt       | SC Rotation Lipsk               | 22  | Willy Tröger (Wismut Karl-Marx-Stadt)                           | 14 klubów                                       |
| 1955                  |   |   | 1  | SC Wismut Karl-Marx-Stadt | SC Empor Rostock                | SC Dynamo Berlin                | 12  | Klaus Seligow (Rotation Babelsberg)                             | 14 klubów                                       |
| 1956                  |   |   | 1  | SC Wismut Karl-Marx-Stadt | SC Aktivist Brieske-Senftenberg | SC Lokomotive Lipsk             | 18  | Ernst Lindner (Lokomotive Stendal)                              | 14 klubów                                       |
| 1957                  |   |   | 2  | SC Wismut Karl-Marx-Stadt | ASK Vorwärts Berlin             | SC Rotation Lipsk               | 15  | Heinz Kaulmann (Vorwärts Berlin)                                | 14 klubów                                       |
| 1958                  |   |   | 1  | ASK Vorwärts Berlin       | SC Motor Jena                   | SC Aktivist Brieske-Senftenberg | 17  | Helmut Müller (Motor Jena)                                      | 14 klubów                                       |
| 1959                  |   |   | 3  | SC Wismut Karl-Marx-Stadt | ASK Vorwärts Berlin             | SC Dynamo Berlin                | 18  | Bernd Bauchspieß (Chemie Zeitz)                                 | 14 klubów                                       |
| 1960                  |   |   | 2  | ASK Vorwärts Berlin       | SC Dynamo Berlin                | SC Lokomotive Lipsk             | 25  | Bernd Bauchspieß (Chemie Zeitz)                                 | 14 klubów                                       |
| 1961/1962             |   |   | 3  | ASK Vorwärts Berlin       | SC Empor Rostock                | SC Dynamo Berlin                | 23  | Arthur Bialas (Empor Rostock)                                   | 14 klubów                                       |
| 1962/1963             |   |   | 1  | SC Motor Jena             | SC Empor Rostock                | ASK Vorwärts Berlin             | 19  | Peter Ducke (Motor Jena)                                        | 14 klubów                                       |
| 1963/1964             |   |   | 2  | Chemie Lipsk              | SC Empor Rostock                | SC Lipsk                        | 15  | Gerd Backhaus (Lokomotive Stendal)                              | 14 klubów                                       |
| 1964/1965             |   |   | 4  | ASK Vorwärts Berlin       | SC Motor Jena                   | BSG Chemie Lipsk                | 14  | Bernd Bauchspieß (Chemie Lipsk)                                 | 14 klubów                                       |
| 1965/1966             |   |   | 5  | FC Vorwärts Berlin        | FC Carl Zeiss Jena              | 1. FC Lokomotive Lipsk          | 22  | Henning Frenzel (Lokomotive Lipsk)                              | 14 klubów                                       |
| 1966/1967             |   |   | 1  | FC Karl-Marx-Stadt        | 1. FC Lokomotive Lipsk          | BSG Motor Zwickau               | 17  | Hartmund Rentzsch (Motor Zwickau)                               | 14 klubów                                       |
| 1967/1968             |   |   | 2  | FC Carl Zeiss Jena        | FC Hansa Rostock                | 1. FC Magdeburg                 | 15  | Gerhard Kostmann (Hansa Rostock)                                | 14 klubów                                       |
| 1968/1969             |   |   | 6  | FC Vorwärts Berlin        | FC Carl Zeiss Jena              | 1. FC Magdeburg                 | 18  | Gerhard Kostmann (Hansa Rostock)                                | 14 klubów                                       |
| 1969/1970             |   |   | 3  | FC Carl Zeiss Jena        | FC Vorwärts Berlin              | SG Dynamo Drezno                | 12  | Otto Skrowny (Chemie Lipsk)                                     | 14 klubów                                       |
| 1970/1971             |   |   | 2  | SG Dynamo Drezno          | FC Carl Zeiss Jena              | Hallescher FC Chemie            | 17  | Hans-Jürgen Kreische (Dynamo Drezno)                            | 14 klubów                                       |
| 1971/1972             |   |   | 1  | 1. FC Magdeburg           | Berliner FC Dynamo              | SG Dynamo Drezno                | 14  | Hans-Jürgen Kreische (Dynamo Drezno)                            | 14 klubów                                       |
| 1972/1973             |   |   | 3  | SG Dynamo Drezno          | FC Carl Zeiss Jena              | 1. FC Magdeburg                 | 26  | Hans-Jürgen Kreische (Dynamo Drezno)                            | 14 klubów                                       |
| 1973/1974             |   |   | 2  | 1. FC Magdeburg           | FC Carl Zeiss Jena              | SG Dynamo Drezno                | 20  | Hans-Bert Matoul (Lokomotive Lipsk)                             | 14 klubów                                       |
| 1974/1975             |   |   | 3  | 1. FC Magdeburg           | FC Carl Zeiss Jena              | SG Dynamo Drezno                | 17  | Manfred Vogel (Hallescher Chemie)                               | 14 klubów                                       |
| 1975/1976             |   |   | 4  | SG Dynamo Drezno          | Berliner FC Dynamo              | 1. FC Magdeburg                 | 24  | Hans-Jürgen Kreische (Dynamo Drezno)                            | 14 klubów                                       |
| 1976/1977             |   |   | 5  | SG Dynamo Drezno          | 1. FC Magdeburg                 | FC Carl Zeiss Jena              | 17  | Joachim Streich (1. FC Magdeburg)                               | 14 klubów                                       |
| 1977/1978             |   |   | 6  | SG Dynamo Drezno          | 1. FC Magdeburg                 | Berliner FC Dynamo              | 15  | Klaus Havenstein (Chemie Böhlen)                                | 14 klubów                                       |
| 1978/1979             |   |   | 1  | Berliner FC Dynamo        | SG Dynamo Drezno                | FC Carl Zeiss Jena              | 23  | Joachim Streich (1. FC Magdeburg)                               | 14 klubów                                       |
| 1979/1980             |   |   | 2  | Berliner FC Dynamo        | SG Dynamo Drezno                | FC Carl Zeiss Jena              | 21  | Dieter Kühn (Lokomotive Lipsk)                                  | 14 klubów                                       |
| 1980/1981             |   |   | 3  | Berliner FC Dynamo        | FC Carl Zeiss Jena              | 1. FC Magdeburg                 | 20  | Joachim Streich (1. FC Magdeburg)                               | 14 klubów                                       |
| 1981/1982             |   |   | 4  | Berliner FC Dynamo        | SG Dynamo Drezno                | 1. FC Lokomotive Lipsk          | 19  | Rüdiger Schnuphase (FC Carl Zeiss Jena)                         | 14 klubów                                       |
| 1982/1983             |   |   | 5  | Berliner FC Dynamo        | FC Vorwärts Frankfurt           | FC Carl Zeiss Jena              | 19  | Joachim Streich (1. FC Magdeburg)                               | 14 klubów                                       |
| 1983/1984             |   |   | 6  | Berliner FC Dynamo        | SG Dynamo Drezno                | 1. FC Lokomotive Lipsk          | 20  | Rainer Ernst (Dynamo Berlin)                                    | 14 klubów                                       |
| 1984/1985             |   |   | 7  | Berliner FC Dynamo        | SG Dynamo Drezno                | 1. FC Lokomotive Lipsk          | 24  | Rainer Ernst (Dynamo Berlin)                                    | 14 klubów                                       |
| 1985/1986             |   |   | 8  | Berliner FC Dynamo        | 1. FC Lokomotive Lipsk          | FC Carl Zeiss Jena              | 14  | Ralf Sträßer (Union Berlin)                                     | 14 klubów                                       |
| 1986/1987             |   |   | 9  | Berliner FC Dynamo        | SG Dynamo Drezno                | 1. FC Lokomotive Lipsk          | 17  | Frank Pastor (Dynamo Berlin)                                    | 14 klubów                                       |
| 1987/1988             |   |   | 10 | Berliner FC Dynamo        | 1. FC Lokomotive Lipsk          | SG Dynamo Drezno                | 20  | Andreas Thom (Dynamo Berlin)                                    | 14 klubów                                       |
| 1988/1989             |   |   | 7  | SG Dynamo Drezno          | Berliner FC Dynamo              | FC Karl-Marx-Stadt              | 17  | Torsten Gütschow (Dynamo Drezno)                                | 14 klubów                                       |
| 1989/1990             |   |   | 8  | SG Dynamo Drezno          | FC Karl-Marx-Stadt              | 1. FC Magdeburg                 | 18  | Torsten Gütschow (Dynamo Drezno)                                | 14 klubów                                       |
| NOFV-Oberliga         |   |   |    |                           |                                 |                                 |     |                                                                 |                                                 |
| 1990/1991             |   |   | 1  | FC Hansa Rostock          | 1. FC Dynamo Drezno             | FC Rot-Weiß Erfurt              | 20  | Torsten Gütschow (Dynamo Drezno)                                | 14 klubów                                       |

## Statystyka

### Klasyfikacja według klubów
W dotychczasowej historii Mistrzostw NRD na podium oficjalnie stawało w sumie 16 drużyn. Liderem klasyfikacji jest Berliner FC Dynamo, który zdobył 10 tytułów mistrzowskich.
Stan na maj 2017.
| Lp. | Klub                         | Miejsca na podium | Miejsca na podium  | Miejsca na podium | Zwycięskie sezony                                                      |   |   |                                                                                          |
| --- | ---------------------------- | ----------------- | ------------------ | ----------------- | ---------------------------------------------------------------------- | - | - | ---------------------------------------------------------------------------------------- |
| Lp. | Klub                         | 1.                | Berliner FC Dynamo | 10                | Zwycięskie sezony                                                      | 4 | 3 | 1978/79, 1979/80, 1980/81, 1981/82, 1982/83, 1983/84, 1984/85, 1985/86, 1986/87, 1987/88 |
| 2.  | Dynamo Drezno                | 8                 | 8                  | 6                 | 1952/53, 1970/71, 1972/73, 1975/76, 1976/77, 1977/78, 1988/89, 1989/90 |   |   |                                                                                          |
| 3.  | Vorwärts Berlin              | 6                 | 4                  | 1                 | 1958, 1960, 1961/62, 1964/65, 1965/66, 1968/69                         |   |   |                                                                                          |
| 4.  | FC Carl Zeiss Jena           | 3                 | 9                  | 5                 | 1962/63, 1967/68, 1969/70                                              |   |   |                                                                                          |
| 5.  | FC Magdeburg                 | 3                 | 2                  | 6                 | 1971/72, 1973/74, 1974/75                                              |   |   |                                                                                          |
| 6.  | Wismut Karl-Marx-Stadt       | 3                 | 2                  | 0                 | 1955, 1956, 1957, 1959                                                 |   |   |                                                                                          |
| 7.  | FC Rot-Weiß Erfurt           | 2                 | 2                  | 1                 | 1953/54, 1954/55                                                       |   |   |                                                                                          |
| 8.  | Chemie Lipsk                 | 2                 | 1                  | 4                 | 1950/51, 1963/64                                                       |   |   |                                                                                          |
| 9.  | FSV Zwickau                  | 2                 | 0                  | 3                 | 1948, 1949/50                                                          |   |   |                                                                                          |
| 10. | Turbine Halle                | 2                 | 1                  | 0                 | 1949, 1951/52                                                          |   |   |                                                                                          |
| 11. | Hansa Rostock                | 1                 | 4                  | 0                 | 1990/91                                                                |   |   |                                                                                          |
| 12. | FC Karl-Marx-Stadt           | 1                 | 1                  | 1                 | 1966/67                                                                |   |   |                                                                                          |
| 13. | Lokomotive Lipsk             | 0                 | 3                  | 8                 |                                                                        |   |   |                                                                                          |
| 14. | Aktivist Brieske Senftenberg | 0                 | 1                  | 1                 |                                                                        |   |   |                                                                                          |
| 15. | Dresden Friedrichstadt       | 0                 | 1                  | 0                 |                                                                        |   |   |                                                                                          |
| 16. | Hallescher FC                | 0                 | 0                  | 1                 |                                                                        |   |   |                                                                                          |
| 16. | Waggonbau Dessau             | 0                 | 0                  | 1                 |                                                                        |   |   |                                                                                          |

### Klasyfikacja według miast
Siedziby klubów: Stan na maj 2017.
| Miasto          | Liczba tytułów | Kluby                                              |
| --------------- | -------------- | -------------------------------------------------- |
| Berlin          | 16             | Berliner FC Dynamo (10), Vorwärts Berlin (6)       |
| Drezno          | 8              | Dynamo Drezno (8)                                  |
| Karl-Marx-Stadt | 4              | Wismut Karl-Marx-Stadt (3), FC Karl-Marx-Stadt (1) |
| Jena            | 3              | FC Carl Zeiss Jena (3)                             |
| Magdeburg       | 3              | FC Magdeburg (3)                                   |
| Halle           | 2              | Turbine Halle (2)                                  |
| Erfurt          | 2              | FC Rot-Weiß Erfurt (2)                             |
| Lipsk           | 2              | Chemie Lipsk (2)                                   |
| Zwickau         | 2              | FSV Zwickau (2)                                    |
| Rostock         | 1              | Hansa Rostock (1)                                  |

## Uczestnicy
Łącznie w najwyższej lidze NRD uczestniczyło 45 zespołów, które wzięły udział w 42 sezonach Mistrzostw NRD, które były prowadzone od 1949/50 aż do sezonu 1990/91 łącznie. Żaden z nich nie był zawsze obecny w każdej edycji.
- 38 razy: FC Wismut Aue
- 37 razy: FC Rot-Weiß Erfurt
- 36 razy: 1. FC Lokomotive Lipsk
- 35 razy: FC Carl Zeiss Jena, BSG Sachsenring Zwickau, FC Viktoria Frankfurt
- 34 razy: Berliner FC Dynamo
- 31 razy: Chemnitzer FC, Dynamo Drezno, Hansa Rostock
- 30 razy: 1. FC Magdeburg
- 29 razy: Hallescher FC Chemie
- 27 razy: Chemie Lipsk
- 19 razy: 1. FC Union Berlin
- 16 razy: BSG Stahl Riesa
- 14 razy: BSG Lokomotive Stendal
- 13 razy: SC Aktivist Brieske-Senftenberg
- 11 razy: SC Einheit Drezno
- 9 razy: BSG Rotation Babelsberg
- 7 razy: Energie Cottbus, FC Stahl Brandenburg
- 6 razy: BSG Wismut Gera
- 5 razy: BSG Fortschritt Meerane, BSG Fortschritt Weißenfels, BSG Motor Dessau, BSG Turbine Halle
- 4 razy: BSG Chemie Böhlen, BSG Stahl Thale
- 3 razy: BSG Stahl Altenburg, FC Stahl Eisenhüttenstadt
- 2 razy: BSG Chemie Zeitz, BSG Einheit Pankow, BSG Empor Lauter, BSG Fortschritt Bischofswerda, BSG Motor Steinach, BSG Motor Wismar, ASG Vorwärts Stralsund
- 1 raz: BSG Chemie Buna Schkopau, SG Dresden-Friedrichstadt, SC Lichtenberg 47, BSG Motor Suhl, SC Neubrandenburg, Sachsen Lipsk, BSG Turbine Weimar, BSG Vorwärts Schwerin